# Hypoderma (rodzaj)
Hypoderma – rodzaj owadów z rodziny gzowatych (Oestridae). Larwy są pasożytami zwierząt.
Do rodzaju zaliczane są następujące gatunki:
- Hypoderma actaeon[3]
- Hypoderma albofasciatum (Portschinsky, 1884)[4]
- Hypoderma bovis (Linnaeus, 1758)[1] – giez bydlęcy duży
- Hypoderma capreola[3]
- Hypoderma diana[3]
- Hypoderma lineatum (Villers, 1789)[1] – giez bydlęcy mały
- Hypoderma moschiferi[3]
- Hypoderma tarandi (Linnaeus, 1758)[1]